# Джерело № 1 (Білки)
Джерело № 1 — гідрологічна пам'ятка природи місцевого значення. Об'єкт розташований на території Іршавського району Закарпатської області, с. Білки, урочище «Пінковиці-Городище».
Площа — 0,3 га, статус отриманий у 1984 році (Рішення Закарпатського облвиконкому від 23.10.1984 р. № 253).
Охороняється джерело мінеральної води та прилегла територія. Вода гідрокарбонатно-натрієво-кальцієва. Загальна мінералізація - 0,3 г/л. Мікроелементи - кремнієва кислота. Придатна для лікування захворювань органів травлення.